# Stowarzyszenie Przyjaciół Iwonicza-Zdroju

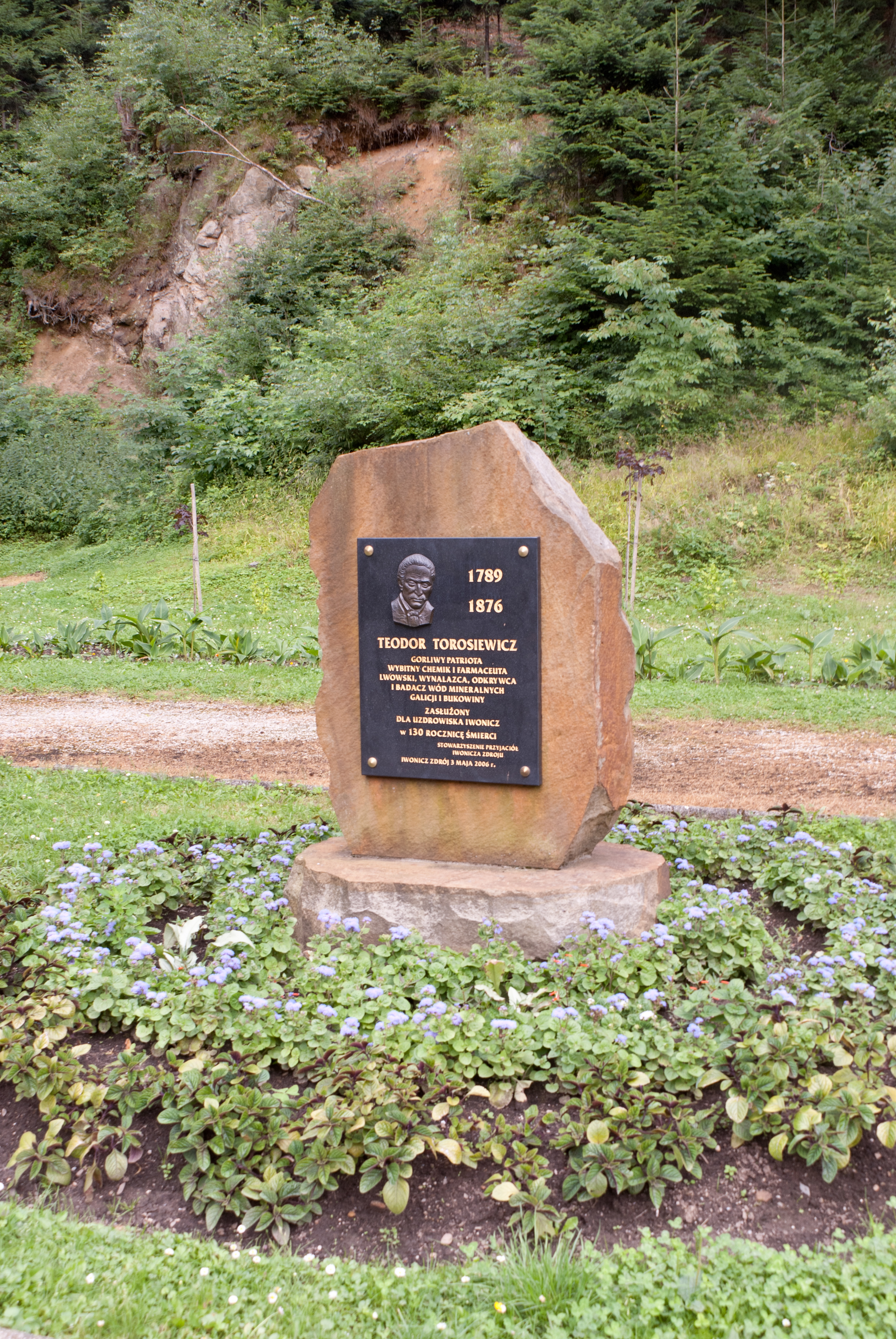
Tablica upamiętniająca Teodora Torosiewicza w Iwoniczu-Zdroju

Stowarzyszenie Przyjaciół Iwonicza-Zdroju – stowarzyszenie powstało na zebraniu 16 grudnia 1997 roku. Jest kontynuatorem Wojewódzkiego Społecznego Komitetu Obchodów 400-lecia Iwonicza-Zdroju działającego w latach 1973–1982 i Towarzystwa Miłośników Iwonicza-Zdroju działającego w latach 1983–1990.
Celem działalności stowarzyszenia jest według statutu inspirowanie działań zmierzających do rozwoju Iwonicza-Zdroju, jego promocję, ochronę zabytków, organizację sympozjów, wystaw, koncertów związanych z rocznicami ważnych wydarzeń dotyczących iwonickiego uzdrowiska, wydawanie rocznika „Iwonicz-Zdrój”.

## Inicjatywy i dokonania Stowarzyszenia
Edycja rocznika „Iwonicz-Zdrój”, do tej pory wydano 10 tomów. Wydano antologię poezji „U iwonickich zdrojów”. Przeprowadzono remont zabytkowego kościółka z 1895 roku. Umieszczono tablice informacyjne na obiektach zabytkowych. Odbudowano: Pomnik Karola Załuskiego tak zwaną „Pamiątkę, Zegar słoneczny z 1837 r., „Bełkotkę”. Odsłonięto pomniki Teodora Torosiewicza i Józefa Dietla. Wykonano na cmentarzu nagrobek Mikołaja Nycza, weterana 1920 r., kuriera ZWZ, straconego w Oświęcimiu w 1940 r. Wykonano tablicę pamiątkową Józefa Aleksiewicza. Ufundowano tablicę pamiątkową poświęconą pamięci ks. dr. Jana Rąba. Zorganizowano obchody: 425-lecia uzdrowiska Iwonicz, 170-lecia restauracji uzdrowiska, 200 rocznicy urodzin Wincentego Pola, 50 rocznicy śmierci dr. Józefa Aleksiewicza, 50 rocznicy parafii św. Iwona, rocznicy śmierci ks. Jana Rąba. Zainicjowano organizację letnich koncertów Zespołu Filharmonii Rzeszowskiej i Festiwal im. Księcia Michała Kleofasa Ogińskiego. Wspólnie z GOK i CIT wyznakowano szlaki spacerowe i rowerowe wokół uzdrowiska. Zorganizowano wystawy: Historyczne pocztówki Iwonicza-Zdroju i okolic, „Uzdrowisko w historii”, „Zbiory myśliwsko-przyrodnicze”, Fotografia księdza B. Janika, wystawa twórczości malarskiej Stanisława Jakubczyka, wystawa twórczości rzeźbiarskiej Władysława Kandefera. Organizowano wyjazdy na koncerty Filharmonii Rzeszowskiej. Przeprowadzono cykl koncertów dla kuracjuszy „Iwonickich wspomnień czar”. Z inicjatywy Stowarzyszenia przy współudziale samorządu i Związku Żołnierzy AK odbyły się obchody 60 rocznicy „Rzeczypospolitej Iwonickiej”, połączone z umieszczeniem tablicy pamiątkowej pod Krzyżem Jubileuszowym, z okazji tej rocznicy zorganizowano też sympozjum historyczne i cykl rajdów pieszych „Śladami Rzeczypospolitej Iwonickiej”. W 2010 roku zorganizowano konkurs „Życie i twórczość Fryderyka Chopina”.
Siedziba stowarzyszenia znajduje się na Placu Dietla 2 w Iwoniczu-Zdroju.